# Egzamin

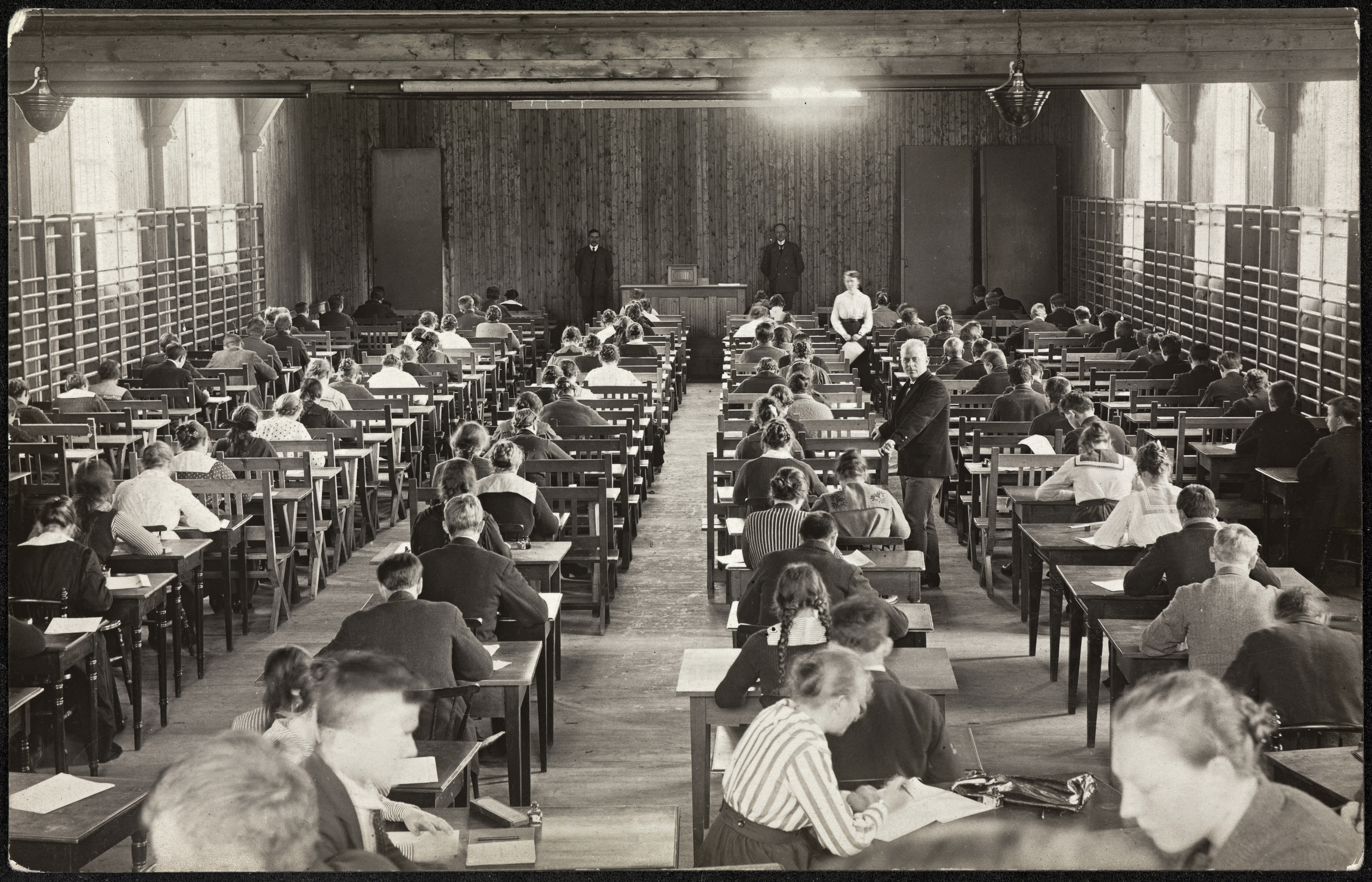
Uczniowie w Norwegii piszą egzamin, około roku 1920.

Egzamin (łac. examen – badanie) – jedna z form sprawdzania wiedzy. Stosuje się ją w szkołach, w instytucjach, np. w ramach rekrutacji na stanowiska w urzędach państwowych albo w weryfikacji kandydatów na duchownych.
W klasyfikacji systemów egzaminacyjnych wyróżnia się:
- egzaminy zewnętrzne – takie, których wyniki poddawane są ocenie komisji złożonej z członków spoza instytucji, w której odbył się egzamin;
- egzaminy wewnętrzne – przeprowadzane przez nauczycieli danej placówki.

Sprawdzenie wiedzy teoretycznej i umiejętności praktycznych w formie egzaminu państwowego stosuje się w dziedzinach, gdzie przepisy wymagają posiadania konkretnych uprawnień. 

## Przykłady
- Egzamin na prawo jazdy określonej kategorii (teoretyczny i praktyczny);

- Egzamin dla kandydatów na instruktorów/wykładowców nauki jazdy;
- Egzamin dla kandydatów na tłumaczy przysięgłych;
- Egzaminy w ramach specjalizacji lekarskich;
- Egzamin na urzędnika mianowanego, który jest składową postępowania kwalifikacyjnego w służbie cywilnej[1].